# Haloperydol
Haloperydol, haloperidol – organiczny związek chemiczny zawierający w swej cząsteczce reszty p-fluoro- i p-chlorofenylowe oraz szkielet piperydyny. Jest to pierwsza użyta klinicznie pochodna butyrofenonu. Stosowany jako lek przeciwpsychotyczny. Został otrzymany w 1958 roku przez Paula Janssena z belgijskiej firmy Janssen Pharmaceutica i wkrótce, po badaniach na zwierzętach, wprowadzony do badań klinicznych.
Wykazuje silne działanie przeciwpsychotyczne przy znikomym działaniu antycholinergicznym, prawdopodobnie przez silne powinowactwo do receptora D2. Ma również silne działanie sedatywne, umiarkowane działanie przeciwautystyczne, nie wywiera wpływu aktywizującego ani przeciwdepresyjnego. Znikome działanie antycholinergiczne z jednej strony chroni przed zaburzeniami w typie majaczenia, jednak odpowiada też za wpływ depresjotwórczy haloperydolu. Jest to jeden z najsilniejszych leków neuroleptycznych (50 razy silniejszy od chloropromazyny); silniej od niego działają związki podstawione grupami trifluorometylowymi (na przykład trifluperydol) lub bromem zamiast chlorem (bromoperydol). W schizofrenii działa silnie na objawy wytwórcze. U osób pobudzonych zmniejsza napęd psychoruchowy, niepokój. Ma także działanie przeciwwymiotne oraz hamuje skutecznie nudności i czkawkę.

## Wskazania
- psychozy schizofreniczne (ostre i przewlekłe) z objawami wytwórczymi, niepokojem i agresją (obecnie, w przewlekłym stosowaniu jest wypierany przez leki nowszych generacji)
- stany maniakalne
- majaczenia
- psychozy egzogenne (np. majaczenie alkoholowe)
- pobudzenie psychoruchowe (tzw. farmakologiczny  kaftan bezpieczeństwa)
- organiczne zaburzenia osobowości wieku podeszłego (obecnie w ograniczonym zakresie)
- wymioty oporne na leczenie typowe
- pląsawica Huntingtona
- pląsawica Sydenhama
- zespół Tourette’a
- kurczowy kręcz karku
- tiki

## Interakcje lekowe
Haloperydol potęguje działanie uspokajające alkoholu, barbituranów, środków przeciwlękowych i narkotycznych środków przeciwbólowych. Nasila hipotensyjne działanie azotanów. Beta-adrenolityki mogą hamować metabolizm haloperydolu. Leki benzodiazepinowe nasilają działanie leku. Haloperydol może nasilać działanie neurotoksyczne węglanu litu. Podczas terapii skojarzonej z parenteralnie podawanym magnezem może wystąpić depresja oddechowa i spadek ciśnienia.
| Wzrost o | Lek powodujący wzrost                             |
| -------- | ------------------------------------------------- |
| 20%      | fluoksetyna, fluwoksamina, paroksetyna, nefazodon |
| 25%      | buspiron                                          |

## Działania niepożądane

### Działania niepożądane przemijające
Silnie zaznaczony zespół parkinsonowski, akatyzja, depresja polekowa, dystonie mięśniowe, bezsenność, niepokój, senność, nadmierne uspokojenie, ból lub zawroty głowy, obniżenie ciśnienia krwi, omdlenie, tachykardia, zaburzenia rytmu serca, zaparcia, zaburzenia widzenia, uszkodzenie wątroby, mlekotok, hipoglikemia lub hiperglikemia.

### Działania niepożądane trwałe
Haloperydol metabolizowany jest oksydatywnie, między innymi za pośrednictwem cytochromu P450, do neurotoksycznych pochodnych pirydyniowych: jonu 4-(4-chlorofenylo)-1-[4-(4-fluorofenylo)-4-oksobutylo]pirydyniowego (HPP+) i jego formy zredukowanej, jonu 4-(4-chlorofenylo)-1-[4-(4-fluorofenylo)-4-hydroksybutylo]pirydyniowego (RHPP+). Związki te są analogami strukturalnymi kationu 1-metylo-4-fenylopirydyniowego, MPP+, będącego metabolitem znanego czynnika wywołującego parkinsonizm, 1-metylo-4-fenylo1,2,3,4-tetrahydropirydyny, MPTP. Mogą one nieodwracalnie uszkodzić neurony dopaminergiczne, powodując trwały jatrogenny parkinsonizm. Po wielu latach ciągłego przyjmowania haloperydolu może wystąpić zespół późnych dyskinez poneuroleptycznych, a odstawienie leku może ten stan jeszcze pogorszyć.

### Modyfikacje

Kaprynian haloperydolu. Reszta kwasu kaprynowego wyróżniona kolorem czerwonym